# Oops! Wrong Planet
Albums de Utopia
Ra
(1977) Adventures in Utopia
(1980)
Oops! Wrong Planet est le quatrième album du groupe Utopia, sorti en 1977.
Le groupe y abandonne le style progressif de ses débuts pour s'orienter vers une musique plus pop et commerciale. Malgré cela, il faut attendre trois ans et Adventures in Utopia pour voir Utopia faire une percée dans les hit-parades. La chanson Love Is the Answer rencontre un franc succès en 1979, lorsqu'elle est reprise par le duo England Dan & John Ford Coley : leur version atteint la première place du classement Adult Contemporary.

## Titres

### Face 1
1. Trapped (Rundgren) – 3:06
2. Windows (Powell) – 4:17
3. Love in Action (Rundgren) – 3:26
4. Crazy Lady Blue (Rundgren, Wilcox) – 3:37
5. Back on the Street (Rundgren) – 4:09
6. Marriage of Heaven and Hell (Powell, Rundgren, Sulton) – 4:33

### Face 2
1. The Martyr (Rundgren, Sulton) – 3:48
2. Abandon City (Powell, Rundgren) – 3:49
3. Gangrene (Rundgren, Wilcox) – 3:36
4. My Angel (Powell, Rundgren) – 3:40
5. Rape of the Young (Rundgren) – 3:11
6. Love Is the Answer (Rundgren) – 4:10

## Musiciens
- Todd Rundgren : chant, guitare, saxophone
- Roger Powell : claviers, trompette chant
- Kasim Sulton : basse, chant
- John 'Willie' Wilcox : batterie, percussions, chant